# 1971 في إسبانيا
فيما يلي قوائم الأحداث التي وقعت خلال عام 1971 في إسبانيا.

## سياسة

### تعيين في المنصب
- 11 نوفمبر – ليوبولدو كالبو صوطيلو عضو المحاكم الفرانكوية  [لغات أخرى]‏.

### انتهاء فترة المنصب
- 8 يونيو – فرانثيسكو فرانكو رئيس وزراء إسبانيا.

## أفلام
من الأفلام التي صدرت هذه السنة في إسبانيا:
- 1 يناير – الضوء في إحاطة العالم من إخراج كيفن بيلينغتون.

## مواليد

### يناير
- 1 يناير – إجناثيو ديل بايي كاتب وصحفي.
- 16 يناير – أرماندو ريفيرو لاعب كرة قدم إسباني.
- 16 يناير – سيرجي بروغيرا لاعب كرة مضرب إسباني.
- 18 يناير – بابلو ماكيدا لاعب كرة قدم إسباني.
- 18 يناير – بيب غوارديولا لاعب ومدرب كرة قدم إسباني.

### فبراير
- 6 فبراير – خوسيه ماريا خيمينيز درّاج طريق إسباني.
- 13 فبراير – بيغونيا فيا دوفريسني متسابقة يخت إسبانية.
- 22 فبراير – ألبيرتو غارثيا فيرنانديث
- 24 فبراير – بيدرو دو لا روزا
- 27 فبراير – مارسيلينو غارسيا درّاج طريق إسباني.

### مارس
- 13 مارس – كارمي تشاكون
- 16 مارس – كارلوس فيلاسكو كاربايو حكم كرة قدم إسباني.
- 27 فبراير – مارسيلينو غارسيا درّاج طريق إسباني.
- 30 مارس – مارك كونسولوس ممثل أمريكي.

### أبريل
- 10 أبريل – خوانيلي لاعب كرة قدم إسباني.

### مايو
- 28 مايو – مانويل بلتران درّاج طريق إسباني.

### يونيو
- 15 يونيو – خوسيه لويس اريتا درّاج طريق إسباني.
- 19 يونيو – خوسيه إيميليو أمافيسكا لاعب كرة قدم إسباني.
- 23 يونيو – إنريكي فرنانديز لاعب كرة قدم إسباني.

### يوليو
- 14 يوليو – أنطونيو كارلوس أورتيغا لاعب كرة يد إسباني.

### أغسطس
- 3 أغسطس – بيرني ألفاريز لاعب كرة سلة إسباني.
- 22 أغسطس – جيسوس غارسيا لاعب كرة قدم إسباني.

### سبتمبر
- 2 سبتمبر – سيزار سانشيز لاعب كرة قدم إسباني.
- 9 سبتمبر – ميكيل لاسا لاعب كرة قدم إسباني.
- 12 سبتمبر – فرناندو سانشيز لاعب كرة قدم إسباني.
- 19 سبتمبر – ألفونسو رييس لاعب كرة سلة إسباني.

### أكتوبر
- 7 أكتوبر – إسماعيل أورزايز لاعب كرة قدم إسباني.
- 13 أكتوبر – لويس توسار ممثل إسباني.
- 22 أكتوبر – خوسيه مانويل مارتينيز
- 31 أكتوبر – جوردي ماس لاعب كرة مضرب إسباني.

### نوفمبر
- 1 نوفمبر – كارلوس بيريز لاعب كرة قدم إسباني.
- 3 نوفمبر – أوناي إيمري لاعب ومدرب كرة قدم إسباني.
- 22 نوفمبر – أنطونيو أكوستا ريفيرا

### ديسمبر
- 18 ديسمبر – أرانتشا سانتشيث فيكاريو لاعبة كرة مضرب إسبانية.
- 21 ديسمبر – آنا ماريا بيناس مُجدّفة كانوي إسبانية.
- 28 ديسمبر – سيرجي بارخوان لاعب كرة قدم إسباني.
- 29 ديسمبر – جيرمان لوبيز لاعب كرة مضرب إسباني.
- 30 ديسمبر – ريكاردو لوبيز فيليبي لاعب كرة قدم إسباني.

## وفيات

### يناير
- 9 يناير – مانويل فيرنانديز (مواليد 1922)

### ديسمبر
- 27 ديسمبر – جونزالو رودريغيز (مواليد 1886)